# ASIMO
ASIMO  (アシモ ashimo) is een door Honda ontwikkelde robot. Hij is 130 centimeter hoog en weegt 54 kilogram. De robot heeft het uiterlijk van een astronaut met een rugzak en kan tot 6 kilometer per uur lopen en 9 kilometer per uur rennen. Hij is ontwikkeld in het Honda's Research & Development Wako Fundamental Technical Research Center in Japan.
De naam is een acroniem voor Advanced Step in Innovative MObility. Honda heeft verklaard dat de naam geen eerbetoon is aan de sciencefictionschrijver en ontwerper van de drie wetten van de robotica, Isaac Asimov.
In 2007 bestonden er 46 ASIMO-robots. In 2010 waren er meer dan 100. De kosten om een ASIMO-robot te produceren zijn niet door Honda bekendgemaakt, maar men verklaarde dat het minder dan 1 miljoen dollar is.
De robot is in 2014 inmiddels aan een vijfde generatie toe. Nieuw bij deze generatie zijn onder andere de handen, die nu vijf vingers hebben en waar sensoren zijn ingebouwd die kracht en gewicht meten.
Asimo is een humanoïde robot. Hij heeft het uiterlijk van een mens en zintuigen die vergelijkbaar zijn met die van een mens. De menselijke vorm is bedacht om hem vertrouwd te doen schijnen, niet uit functionaliteit.

## Geschiedenis
De ontwikkeling van de menselijke robots bij Honda was aanvankelijk gericht op het nabootsen van de menselijke manier van lopen. Bij het bestuderen van het menselijk lopen zijn verschillende vormen te onderscheiden: bij langzaam lopen blijft het zwaartepunt van het lichaam telkens boven de zool van de voet terwijl dit bij sneller lopen niet altijd het geval is. De bewegingen van het lichaam worden daarbij gebruikt om een vloeiende manier van lopen te creëren.
Honda heeft verschillende series robots ontwikkeld voordat men ASIMO heeft kunnen maken. De eerste robots bestonden alleen uit een computer met daaronder twee benen. Honda heeft drie series robots ontwikkeld en elke serie markeert een bepaald stadium in de ontwikkeling van een lopende robot. De eerste serie bestond uit experimentele modellen waarmee het mechanisme van een lopende robot werd ontwikkeld en verbeterd. De robots in de tweede serie waren prototypes en hadden ook een hoofd, armen en een torso om de balans van de robot te verbeteren en extra functionaliteit te kunnen toevoegen. De derde serie is de serie waar ASIMO en varianten deel van uitmaken.
Het eerste model was de Honda E0 (Experimental Model 0) uit 1986. Deze kon langzaam het ene been voor het andere zetten en in een rechte lijn lopen. Elke stap duurde ongeveer vijf seconden en het zwaartepunt bleef telkens boven de zool van de voet wat ervoor zorgde dat de balans niet optimaal was.

## Afbeeldingen

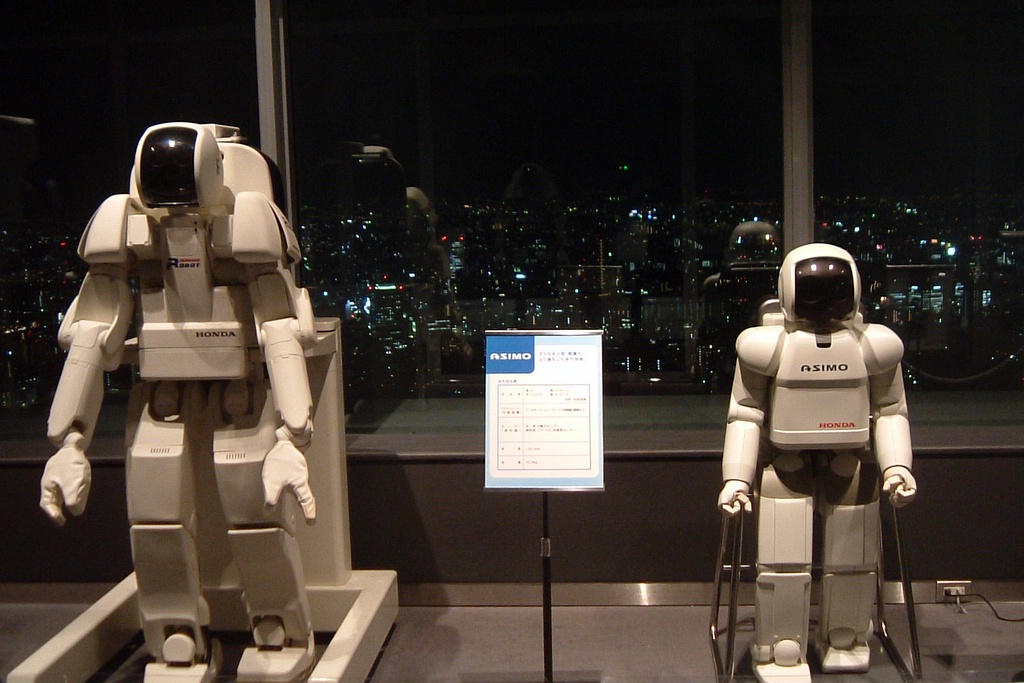
Het P3-model en ASIMO
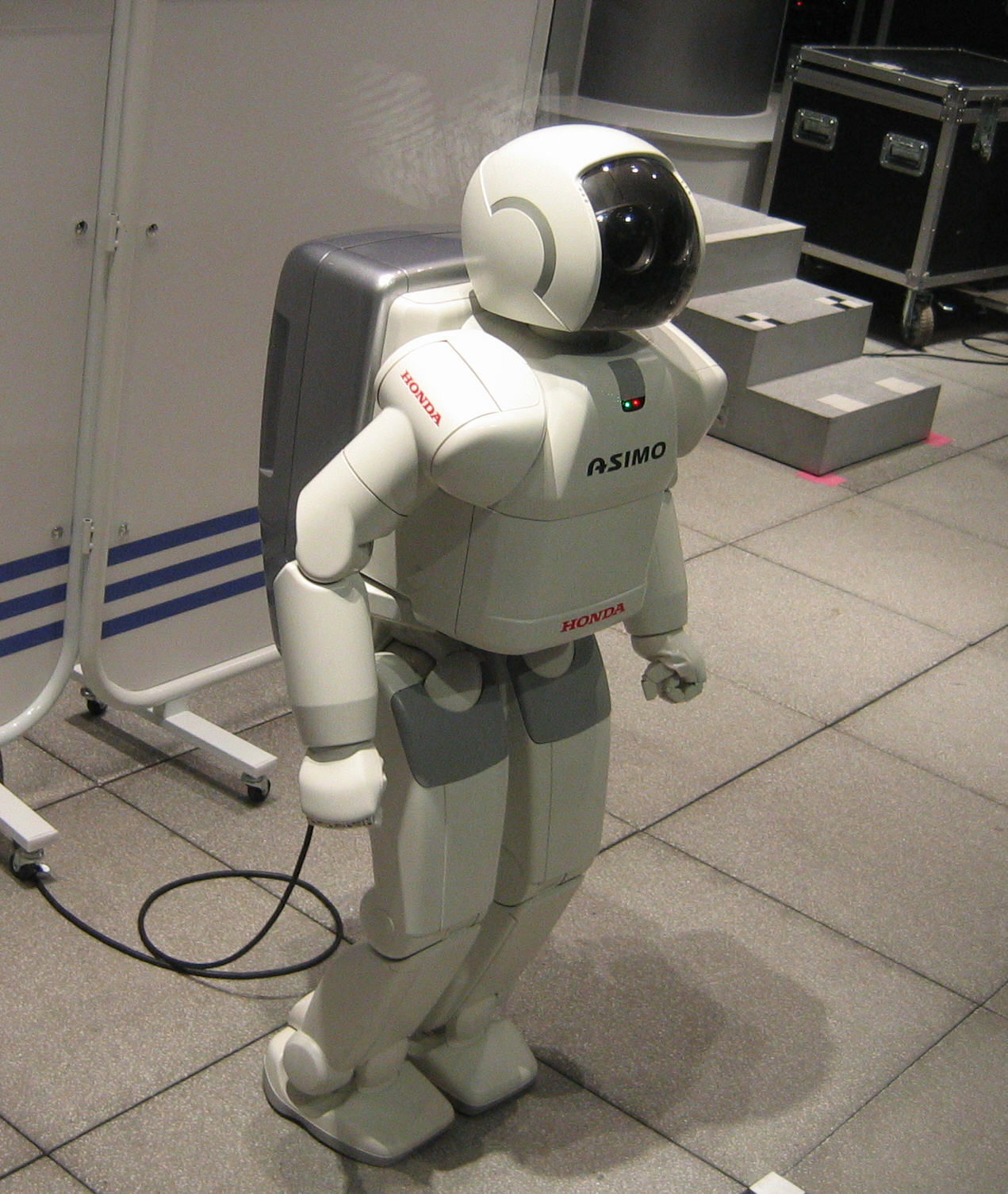
De oorspronkelijke ASIMO
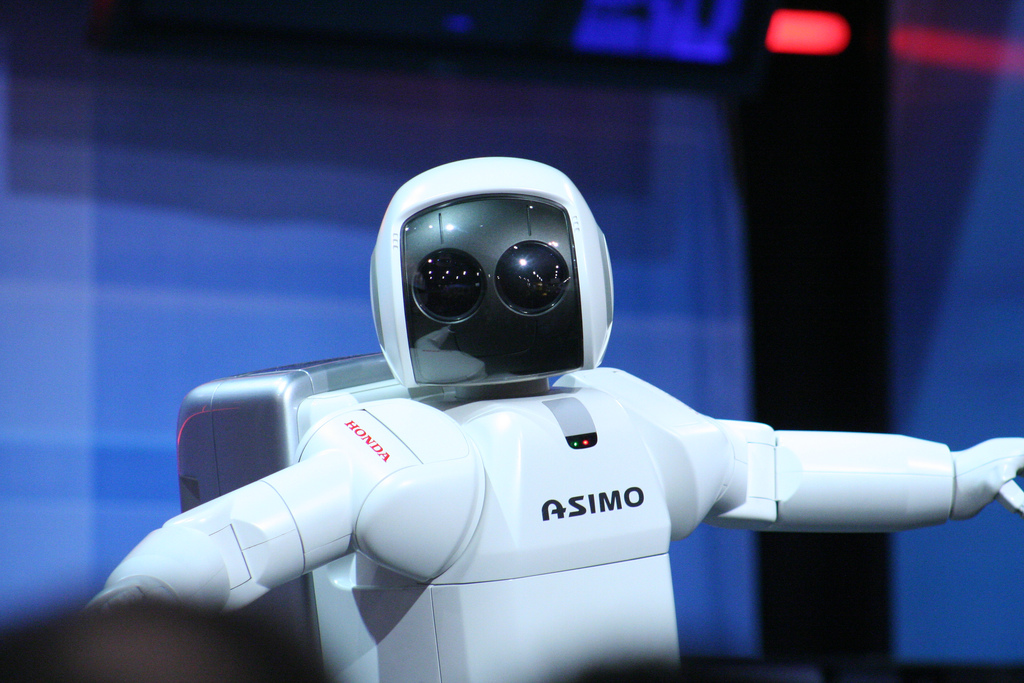
ASIMO
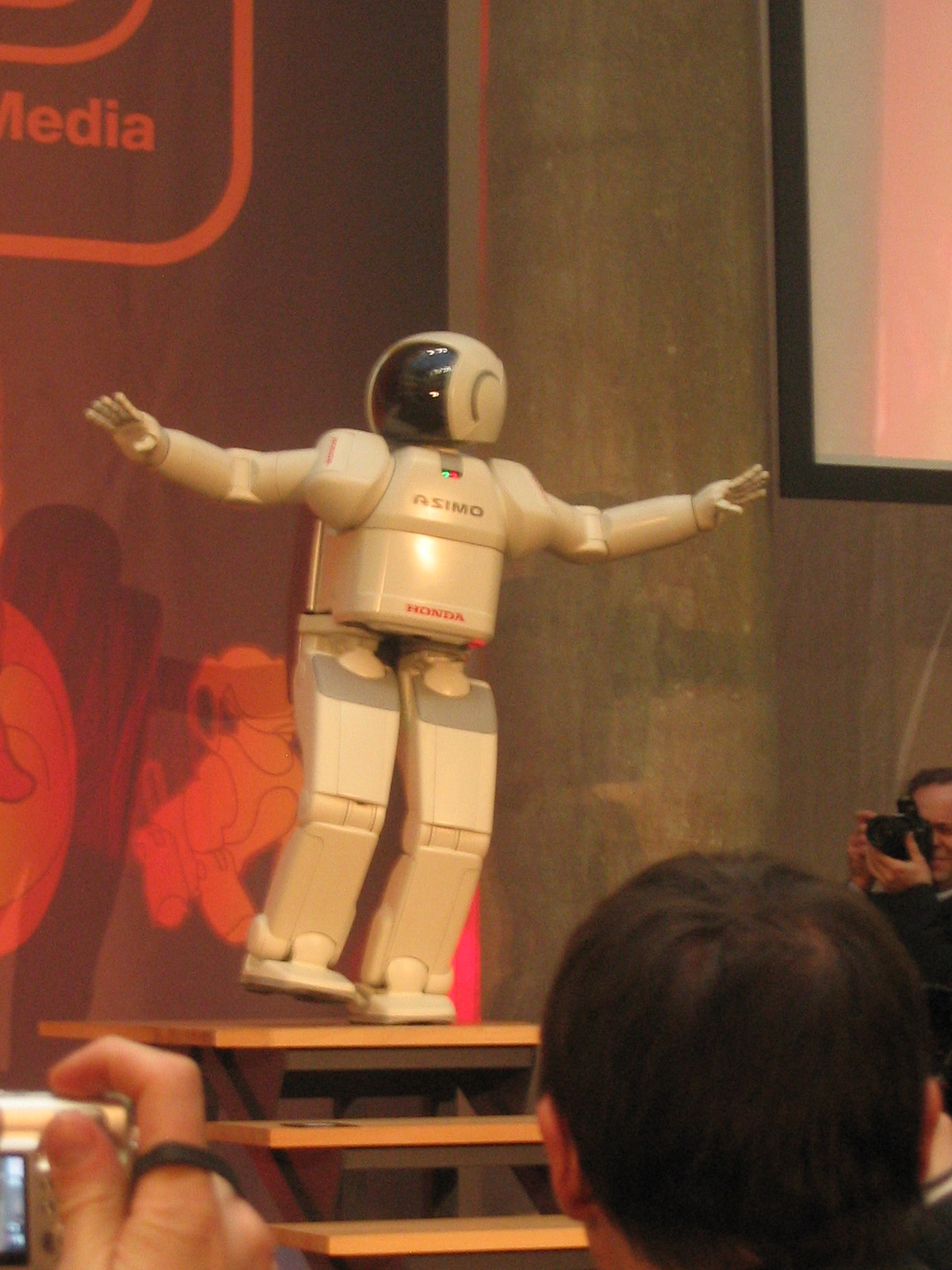
ASIMO op de Digital Lifestyle Day 2006 te München
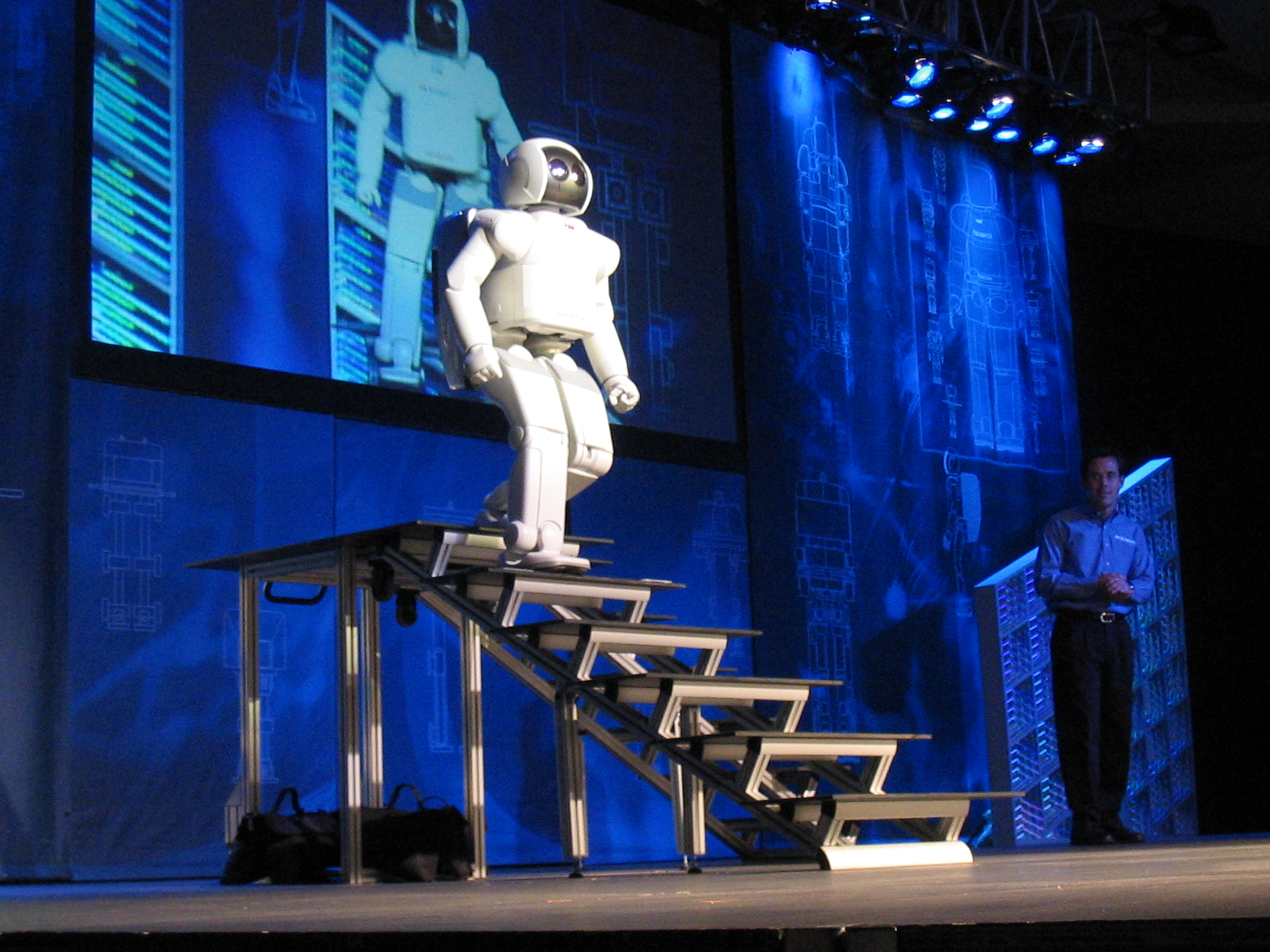
ASIMO op een trap